# Евлампия Векилова
Евлампия Стоева Векилова (родена Парашкева) е българска учителка, монахиня, участничка в Априлското въстание от 1876 г.

## Биография
Парашкева е родена в Копривщица през 1834 г. Животът ѝ е свързан с просветата и националното пробуждане. Учи прилежно и, когато през 1846 г. Найден Геров се завръща от Одеса и открива класното училище, тя е негова ученичка. После заминава за Сопот и става монахиня в девически манастир. Там тя сменя светското си име Парашкева на Евлампия.
Учителства почти 30 години. Отначало работи в Копривщица, после във Враца, Русе, Силистра, след което отново се завръща в родния си град, за да поеме издръжката на семейството след смъртта на бащата.. Хаджи Андон Кесяков настоятелно я моли да стане учителка в Силистра. За този си период признава: „...Да се основава девическо училище в Силистра е било една невъзможна работа.“ С големи трудности и пречки започва първата учебна година там. Евлампия е трябвало да обикаля и да моли родителите да изпращат своите дъщери да се учат в училището.
Обучението води по взаимната метода и по буквара на Христо Г. Данов, пригоден за този начин на обучение. Оставя трайни впечатления сред населението на града. Успява да привлече близо тридесет момичета и основава първото девическо училище. През следващите години броят на нейните възпитанички нараства.
Има лични познанства и контакти с Васил Левски, Любен Каравелов, Тодор Каблешков, както и с други български революционери. Извънредно смела, тя крие и пренася тайно до различни краища на България много предмети, материали и писма, свързани с подготовката на въстанието.
С Анна Л. Каблешкова я свързва идеята за свободата. Не е случаен фактът, че Тодор Каблешков ѝ поръчва да ушие знамето на съзаклятниците. В Сопотския манастир успява да изучи ръкоделие. Това ѝ дава възможност да изпълни тайната поръка на Каблешков върху зелен копринен плат да избродира един стъпкал здраво омразното турско знаме с полумесец, лев, извезан от самоукия художник Христо Коев. Копринените конци и сърмените нишки допълват впечатлението за извършената от нея работа.
„...Сега, когато ви пиша това писмо, знамето се развява пред конака, пушките гърмят, придружени от ека на църковните камбани, и юнаците се целуват един други по улиците...“ – посочва Т. Каблешков в прочутото си кърваво писмо. Евлампия е сред въстаниците. Доживяла свободата, продължава да учителства. Работи до 1892 г. Умира през 1908 г. в Пловдив.

## Въстаническото знаме
В спомените си Танчо Шабанов пише за главно, основно знаме, с което е провъзгласено въстанието. В същото време той съобщава за още 12 други знамена, ушити от червен плат – и на всяко от тях е извезан лъв. Те са раздадени на десятниците. На 21 април знамената са осветени от поп Никола Белчов и от поп Илия Кацаров при Чалъковата воденица. След погрома на въстанието Никола Белчев е обесен. Учителят Христо В. Пулеков, свидетел на въстанието, потвърждава в своите спомени, че откъм Бит пазар са носени знамената към конака, придружени от бунтовнически песни.
Понастоящем няма запазено оригиналното знаме на копривщенските въстаници. Знае се, че след погрома Стефан Нейчев Стоев го е носел до Свищовско, за да го предадат на свещениците. Част от това знаме се е съхранило в народния музей, но през бомбардировките от 1943 г. е било унищожено заедно с други ценни експонати.
Братът на Евлампия, Димитър Векилов е четник в четата на Христо Ботев и участник в Българското опълчение.